# 天津水上公园
天津水上公园（简称水上公园），旧称青龙潭、南郊公园，位于中华人民共和国天津市南开区水上公园路，总面积164.57公顷，其中水域面积89.2公顷，是天津市中心城区内最大的综合性城市公园。
天津水上公园所处地带，古时为天津老城厢八里台以南、绵延百里的卫南洼的一部分，地势低洼、水系密布。中華民國大陸时期，此地最大的天然水洼名为青龙潭，与南开大学相邻，曾是南开师生休闲游览的郊野场所。1934年，天津乡绅张镒在此修建私人园林水香洲，成为文人墨客聚会之所，并留下诗文集《水香洲酬唱集》。近代教育家严修发起并主持的“城南诗社”亦曾多次在青龙潭一带集会，讲授、交流诗文创作。中华人民共和国成立后，社会各界建议在青龙潭基础上建设城市公园。1950年春末夏初，天津实业家毕鸣岐向时任天津市副市长李耕涛建议于此修建公园，供市民休憩游览。1950年8月26日，天津水上公园正式动工，至1951年7月1日，北部区域基本建成，并向公众开放。1980年1月，公园南部建成的天津动物园正式对外开放。1989年9月，天津市友好城市、日本神户市出资1亿日圓，在园内建设日式园林神户园竣工，成为中国大陆首座大型日本庭院式园林。1990年，水上公园被评为“津门十景”之一，名为“龙潭浮翠”。2004年12月，公园被国家旅游局评定为国家4A级旅游景区。2008年至2009年，水上公园以“北方西湖，水上四季”为定位进行大规模景观提升，拆除围墙，实现免费向市民开放。
目前，水上公园不仅是天津市中心的核心绿地与国家旅游景区，也是旅游节、啤酒文化节等大型公共活动的重要举办地。此外，公园内的东湖还曾於2013年东亚运动会期間作为龙舟比赛场地。

## 历史

### 古代

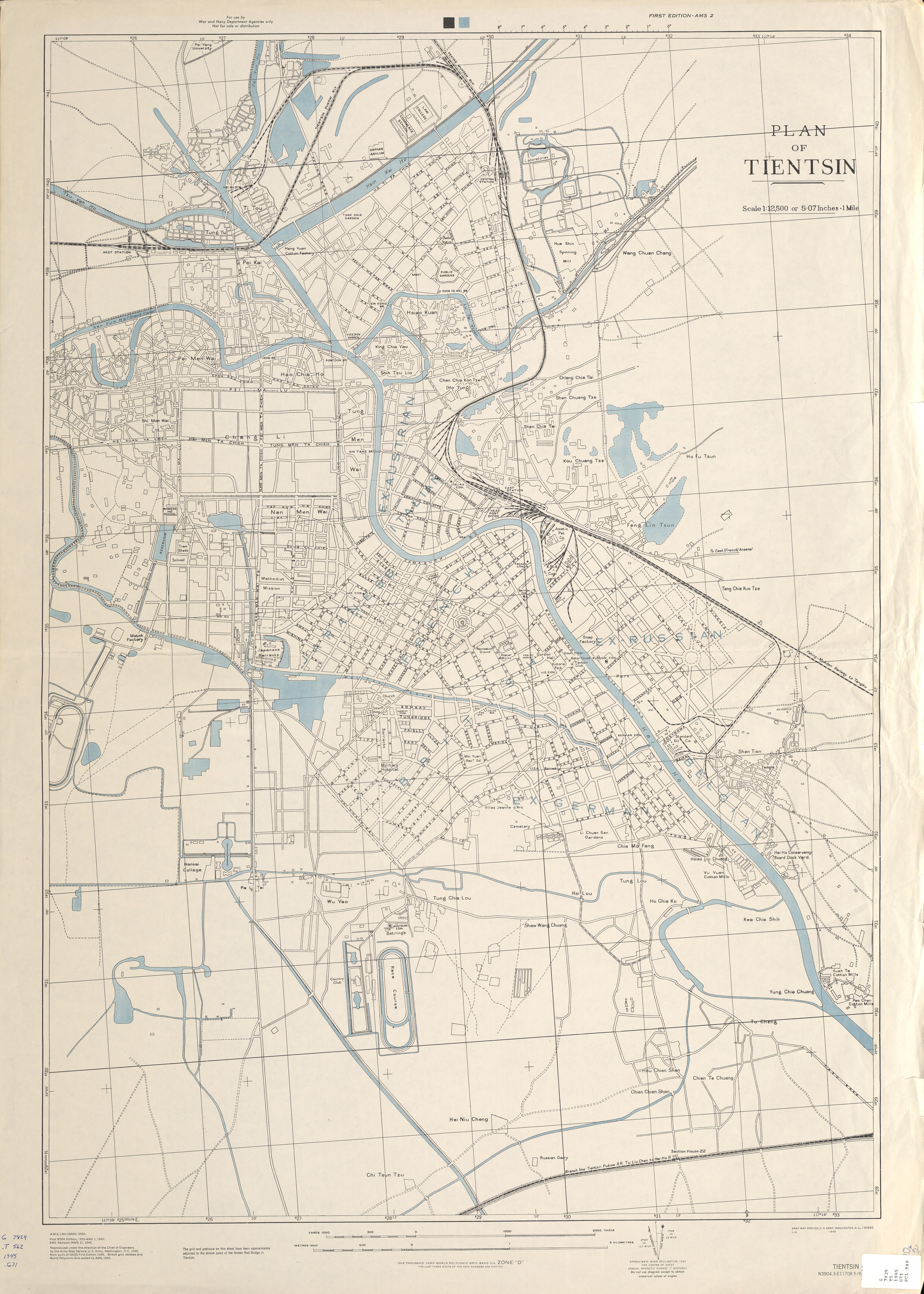
1942年的地图已经可以看到水上公园的水系雏形

水上公园园址所在地在古代原是卫南洼的一部分，即天津卫城南的洼淀湖泊的总称，广义的卫南洼是八里台向南包括东大洼、西大洼、跑水洼、黄花洼、大波洼、青泊洼以及团泊洼等的总称，是绵延百里、地势低洼的荒地，荒地之中有滩涂、水汊、芦苇荡、湿地。
由于天津方言中凡称“卫”者多指明代事物，据此推证，水上公园所处地区从明代以前即为天津的洼淀湖泊之一。由于天津城南地势低洼，八里台卫南洼一带便成了夏秋多雨季节的泄洪积涝之地，凡大洪涝之后的积水需经二三年后方能干涸，因此，此地就形成了不宜种植庄稼的洼涝之地。其中一处最深最大的窑坑，人称“青龙潭”，深不见底，芦苇茂盛，水禽栖息。
因连年水患，清光绪十六年夏，李鸿章命令淮军将领衞汝貴率所部官兵开浚卫津河，该河从海光寺前的墙子河开始向南，经八里台通卫南洼后，折至东南方向到南洋码头附近的赵北庄与海河沟通，形成了当年既可泄洪排涝又可行船的航道。

### 近代

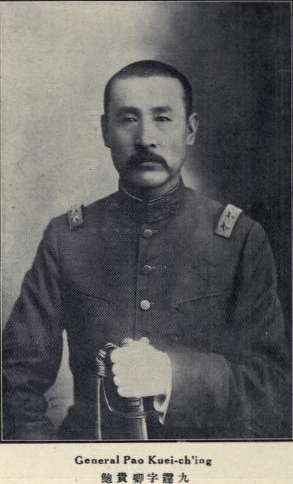
军阀鮑貴卿经营的地产公司，曾在卫南洼大量取土形成洼地

随着天津开埠，租界增辟，老城城区扩充，天津各地大量兴建建筑，砖瓦等建筑材料紧缺。由于从卫南洼取土制砖可通过卫津河进入墙子河直达天津英租界及法租界，交通便利且运输成本低廉，卫南洼的弃壤荒地成为取土制砖的首选之地。
20世纪初，军阀鮑貴卿在天津成立仁义房地产公司，并与解明臣合资，以极低价格购买大片碱地取土烧砖，并通过轻便铁路运输至炮台庄附近垫平仁义公司所属的坑地。长期取土垫地导致多个大坑的形成，当时被称为“解家大坑”。随之而来，红光、隆兴、永兴等十几家窑场在此取土烧砖，形成了无数大小窑坑，遇雨积水久不消退。此地逐渐长满蒲苇、野花和杂树，水路交通便利，成为连片的水面风光:47。
民国初年，八里台一带的荒洼苇塘已成为天津文人雅士出城郊游、集会的理想场所。1922年3月，南开学校张伯苓租得八里台村南北公地400余亩，选址建设南开大学。校舍周边水系密布，与卫南洼和青龙潭相连，成为南开大学师生划船游玩的郊野公园。当时，严修发起并主持城南诗社，并多次邀请社员到南开大学及附近的青龙潭一带相聚，讲授并观摩诗文创作。
据《北洋画报》记载，1920年代，南开大学附近有一水坑，名为“南大坑”，当时已被津城广泛视为消暑胜地。距南大坑500米，在“芦苇回环之端”有一旧砖窑相邻的水湾，乡民在水湾中筑岛，竹篱环绕，蓆棚竹顶内备桌茶几供人饮茶。岛前有伸入水中的巨木跳板，供游泳者嬉水，茶棚外有一张白布大幡，书写“青龙潭”。1931年8月21日，南开大学在青龙潭举行了该校第2届游泳公开赛，推动了游泳作为体育项目在天津的普及:236。
1932年，天津乡绅张镒耗时两年在八里台修建私人园林水香洲，成为文人聚会场所，并形成《水香洲酬唱集》，这反映了民国时期天津古典文学的兴盛，在天津民国文学史上占有重要地位。然而，1936年张镒去世后，水香洲也随之衰败。1938年3月5日，《银线画报》刊载王伯龙撰写的《沽上寻春胜境》提及水香洲位于青龙潭湖西南岸，即今眺远亭西南岸，但已无建筑遗存。抗日战争爆发后，青龙潭一带日渐冷清。

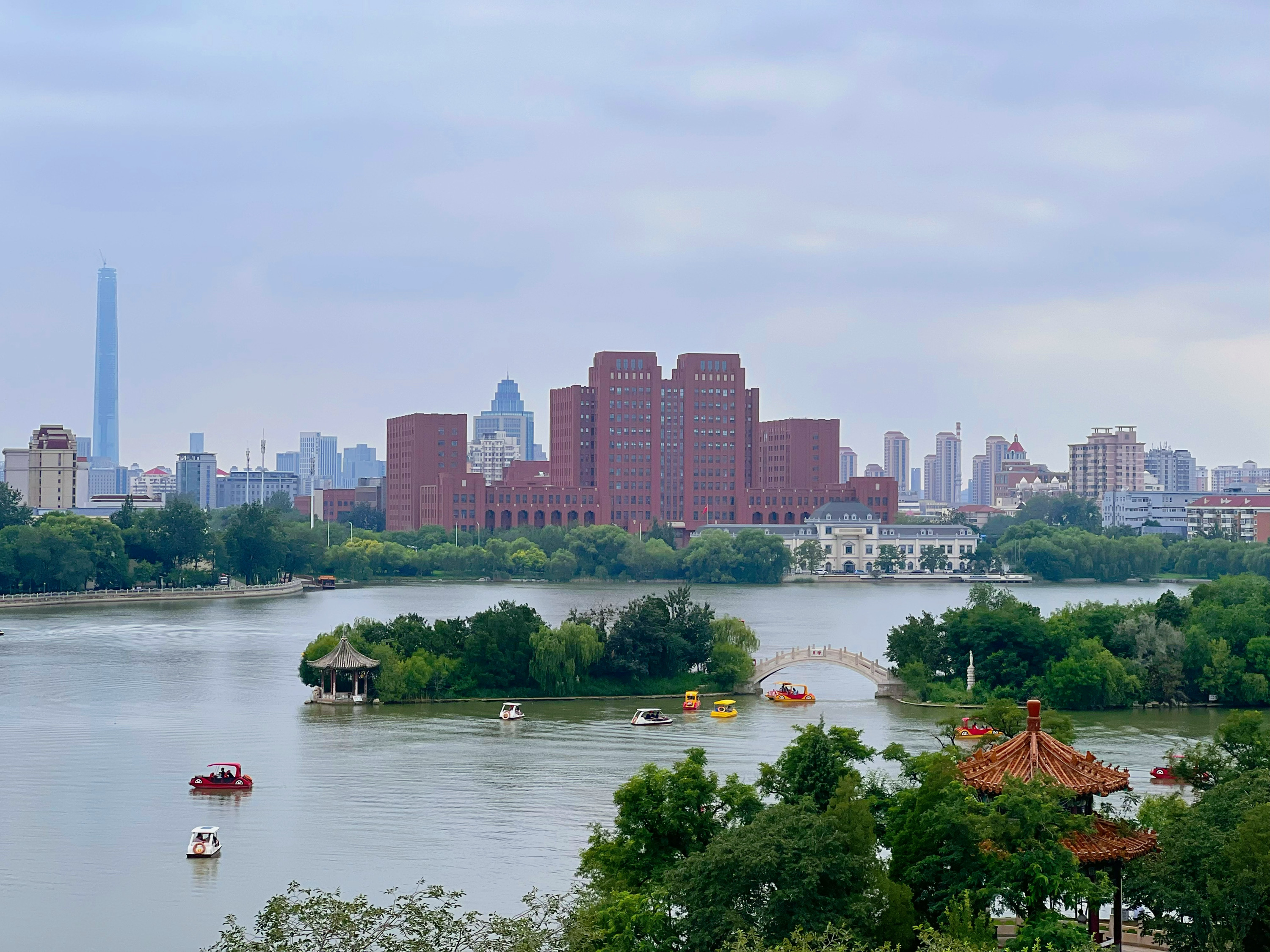
天津水上公园西湖

### 筹建公园
1948年，天津市仅有七处公园，总面积49.9公顷，人均绿地面积仅为0.28平方米，且市区树木稀少，不足两万株。中华人民共和国成立后，社会各界纷纷提出在青龙潭基础上建设城市公园的建议。1949年，天津市工务局召开公园规划会议，民政局、公产清管局、教育局、地政处、南开大学及学联等单位参会，会上提出利用青龙潭洼地建设水上公园的设想。此外，天津实业家毕鸣岐也是最早提出该构想的人士之一。
1950年春末夏初，毕鸣岐与时任中国共产党天津市委员会常務委員、天津市人民政府副市长李耕涛前往青龙潭打野鸭，期间他向李提出，天津市公园数量少、面积小，与“华北第一大商埠”的地位不相称，而青龙潭一带水面开阔、景色宜人，应建为水上公园，供市民休闲游玩。李耕涛认为建议可行，遂提交市委会议讨论并迅速付诸实施。1953年，时任天津市政府秘书长吴砚农也曾向游客表示，水上公园正是他向市长黄敬提议修建的。
1950年8月26日，水上公园正式开建，前市长张学铭亲自参与规划设计。园区范围所涉及土地包括本地居民费振海、刘万金、陈培源、肖李氏等人的水田、旱地、坟地、鱼坑，以及宁家房的陈鸿宾、陈连永和永兴同记砖厂的土地。当时正值战后经济恢复时期，失业问题突出，天津市政府采取以工代赈方式，组织失业人员组成工赈队参与建设，并广泛发动各单位职工义务劳动支持工程。

### 开放与扩建

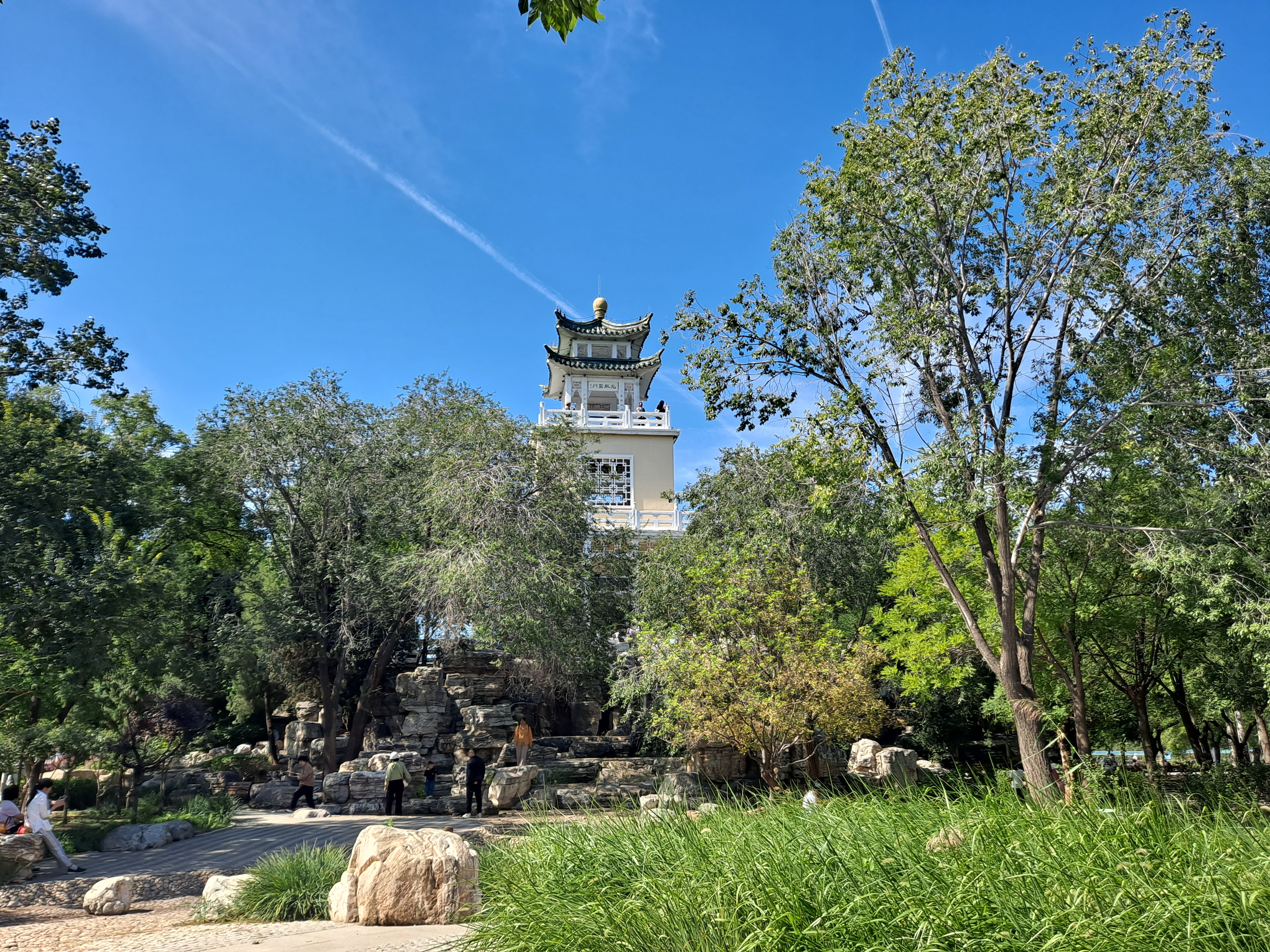
天津水上公园眺远亭

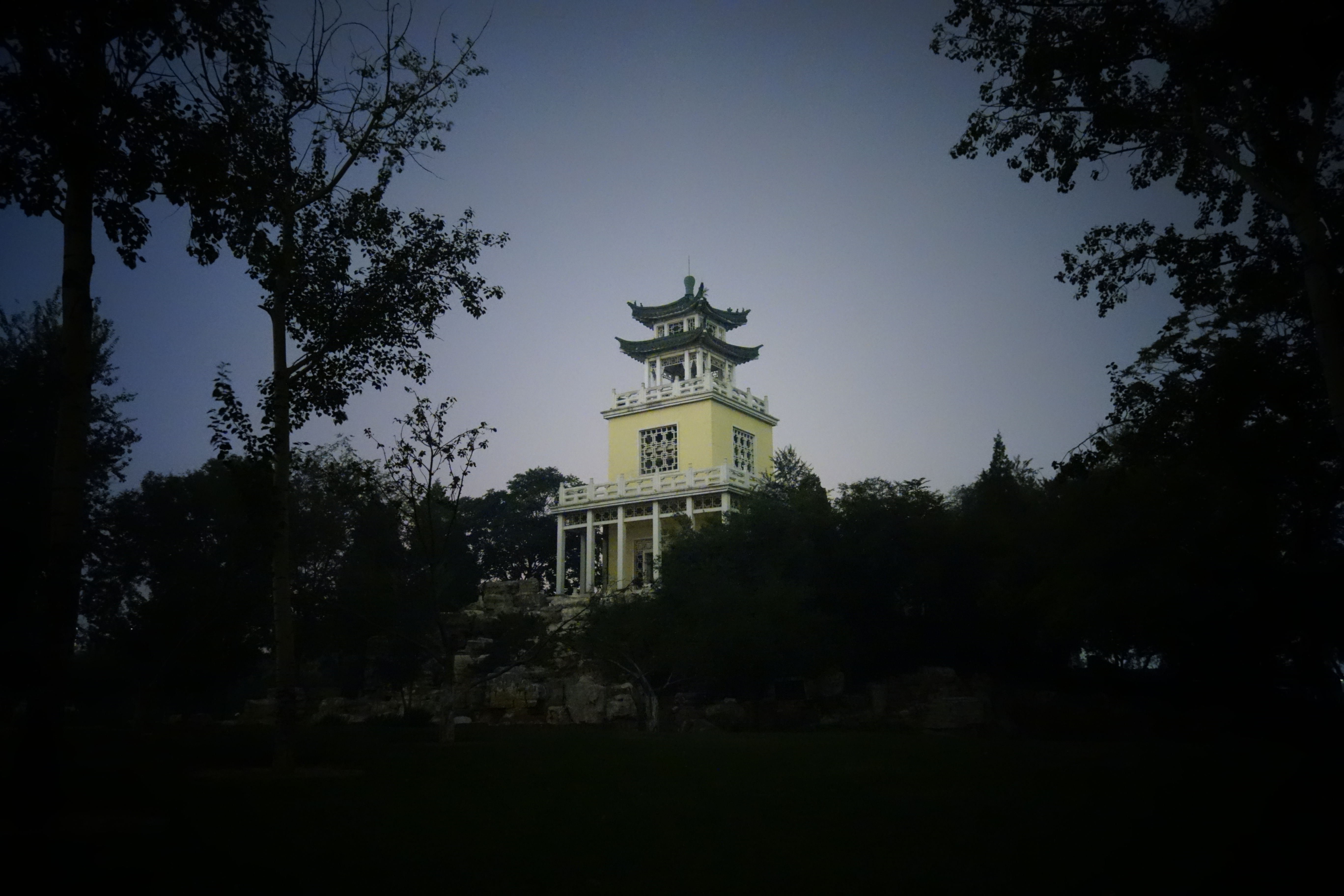
天津水上公园眺远亭夜景

1951年7月1日，水上公园北部部分区域建成，正式对天津市民开放。同年12月18日，天津市政府公布了将水上公园扩建为风景区的方案，规划范围北至八里台、中纺六厂、万德庄一带，东至津盐公路，西南两侧则延伸至大围堤。1951年10月至11月，华北区城乡物资交流展览会在天津举办，展览会闭幕后，其会场内的竹廊、竹榭等设施被迁入水上公园，作为园内景观的一部分。
1952年，天津市人事局在水上公园西侧筹建天津市干部疗养院，该院于1968年被撤销，并移交军方组建解放军第272医院，现为中国人民解放军联勤保障部队天津康复疗养中心。1958年8月13日，毛泽东曾到访水上公园，参观了展览馆内举办的河北省工业展览会。
进入1960年代后，水上公园的建设持续推进。1960年9月15日，公园提出总预算102.5万元人民币，用于新建动物园。但自1969年起，公园用地多次被划拨用于其他机构。1969年6月9日，天津市规划部门将公园西湖西岸28.275亩土地划归干部疗养院，用于建设肺病与肝炎传染病科；同年10月，平津战役纪念馆筹备组成立，拟选址水上公园北部；12月3日，西湖西岸土地再次被拨出7.81亩给干部疗养院，加上其原已占用的121.35亩，总计占地达167.435亩。1970年5月25日，天津市城建规划服务组决定将北部土地227亩（包括原平津战役纪念馆预定地）划出，用于兴建烈士陵园。该陵园最终于1981年9月，根据市人大代表周叔弢、王华棠、赵悦祥、薛广信等人提案，由天津市人民政府召开市长办公会决定将其迁出，土地重新交还水上公园。
1973年3月10日，水上公园接收并栽种了一批由日本赠送的大山樱和落叶松。1974年3月25日，公园动物区建设方案上报审批，并于当年在南部开始建设；同年4月30日，位于三岛假山上的眺远亭落成，初名“眺园亭”，登亭可远眺全园景观。1975年，天津市成立水上公园挖湖工程会战指挥部，组织约5,000人进行挖湖作业，通过深挖东湖获取泥土，填垫南湖区域以修建动物区，该区域成为日后天津动物园的雏形。1976年唐山大地震发生后，为支援灾区救援和重建工作，8月10日起，部分参与赈灾的部队进驻水上公园。

### 1980年代以后

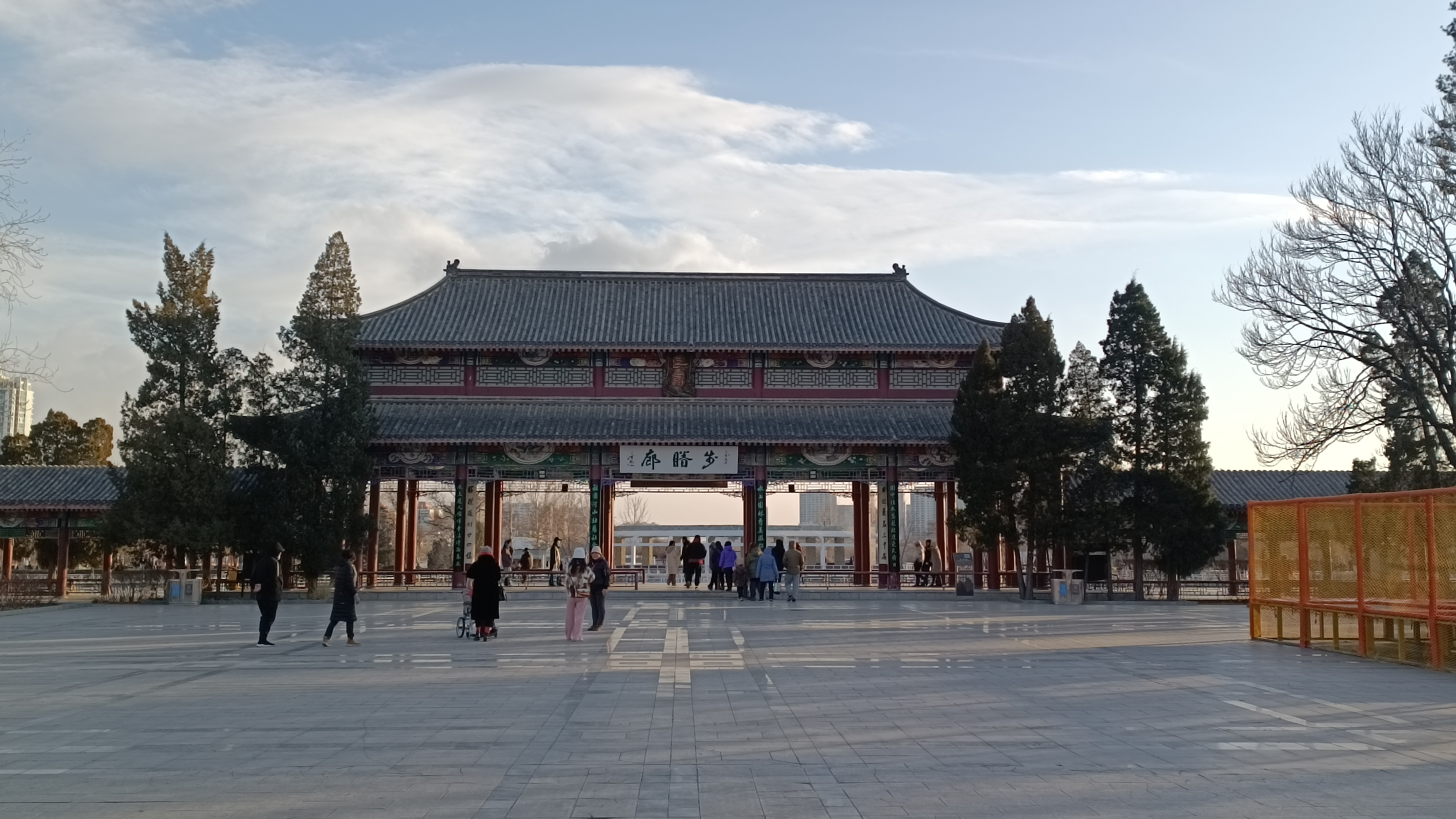
水上公园步勝廊

1979年9月25日，天津动物园建成。1980年1月1日，天津动物园正式对外开放:241-242。同年4月30日，天津市新华书店在水上公园举办五月书市，是1949年以来天津市首次举行的大型书市。

冬季的水上公园

1985年10月1日，水上公园北部的会宾园饭店竣工，次年1月3日正式营业。1986年，天津市园林局利用公共财政投资，在园内修建了一座仿古园林——碧波庄。同年5月27日，作为城市绿化美化的一项重要举措，天津市对城区垃圾与废土统一管理，并在水上公园南侧堆山造景，建设了占地约80公顷的南翠屏公园。1988年9月22日，为纪念天津市与日本神户市结为友好城市十五周年，神户市出资1亿日圓，以其城市布局为蓝本，在水上公园内修建神户园，作为1985年天津市在神户市立森林植物园修建“天津林”的回赠，象征两市友谊。1989年9月30日，神户园竣工，成为中国大陆首个大型日本庭院式园林。此前的9月29日，在“津门十景”荐评活动中，水上公园以“龙潭浮翠”之名入选“津门十景”之一。同年，水上公园北门前道路设立题额为“龙潭浮翠”的牌楼一座。
2002年，天津市政府出资在水上公园新建植物观赏区、水生植物园及玉兰园等景点。2003年，水上公园自筹资金5000万元人民币建设水晶广场，突出水景设计特色。2004年1月10日，根据天津市园林委员会决定，水上公园与天津动物园合署办公。同年12月，水上公园被评为国家AAAA级旅游景区。2008年11月至2009年7月，水上公园实施大规模景观整修和提升工程，并取消门票，实现免费开放。2012年12月，水上公园荣获中国风景园林学会颁发的“优秀管理奖”，为天津市唯一获此殊荣的园林单位。2016年，水上公园内的眺远亭被列入天津市第一批保护性建筑名录。

## 园内景观

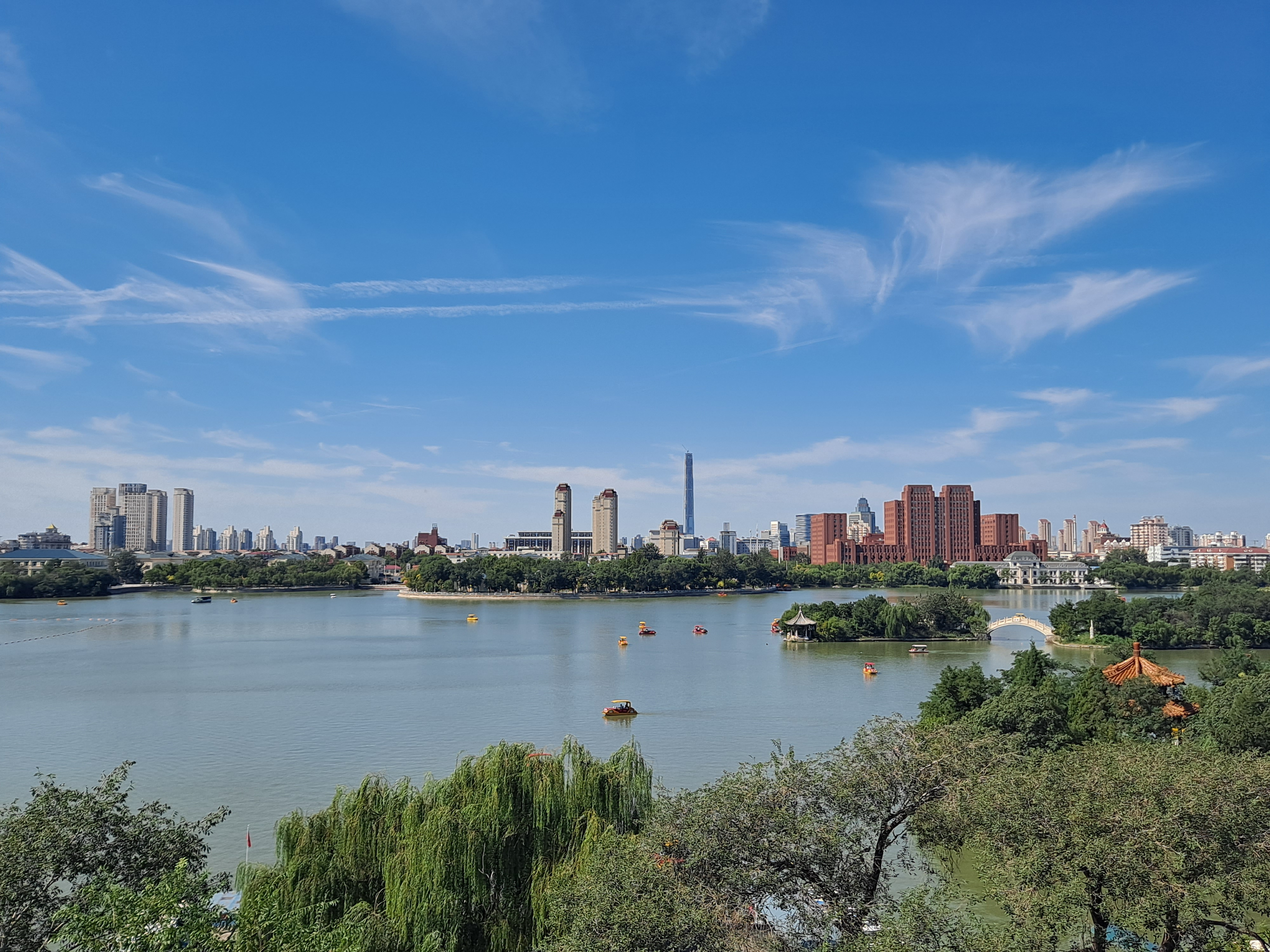
水山公园西湖

水上公园建成开放后，历经数次改造，特别是经历了2002年、2003年和2009年三次大规模提升改造。2008年10月至2009年7月经历了建园历史上最大的一次提升改造，并拆除公园围墙，开始免费开放。
2009年提升改造的定位是“北方西湖，水上四季”。

### 湖泊及岛屿

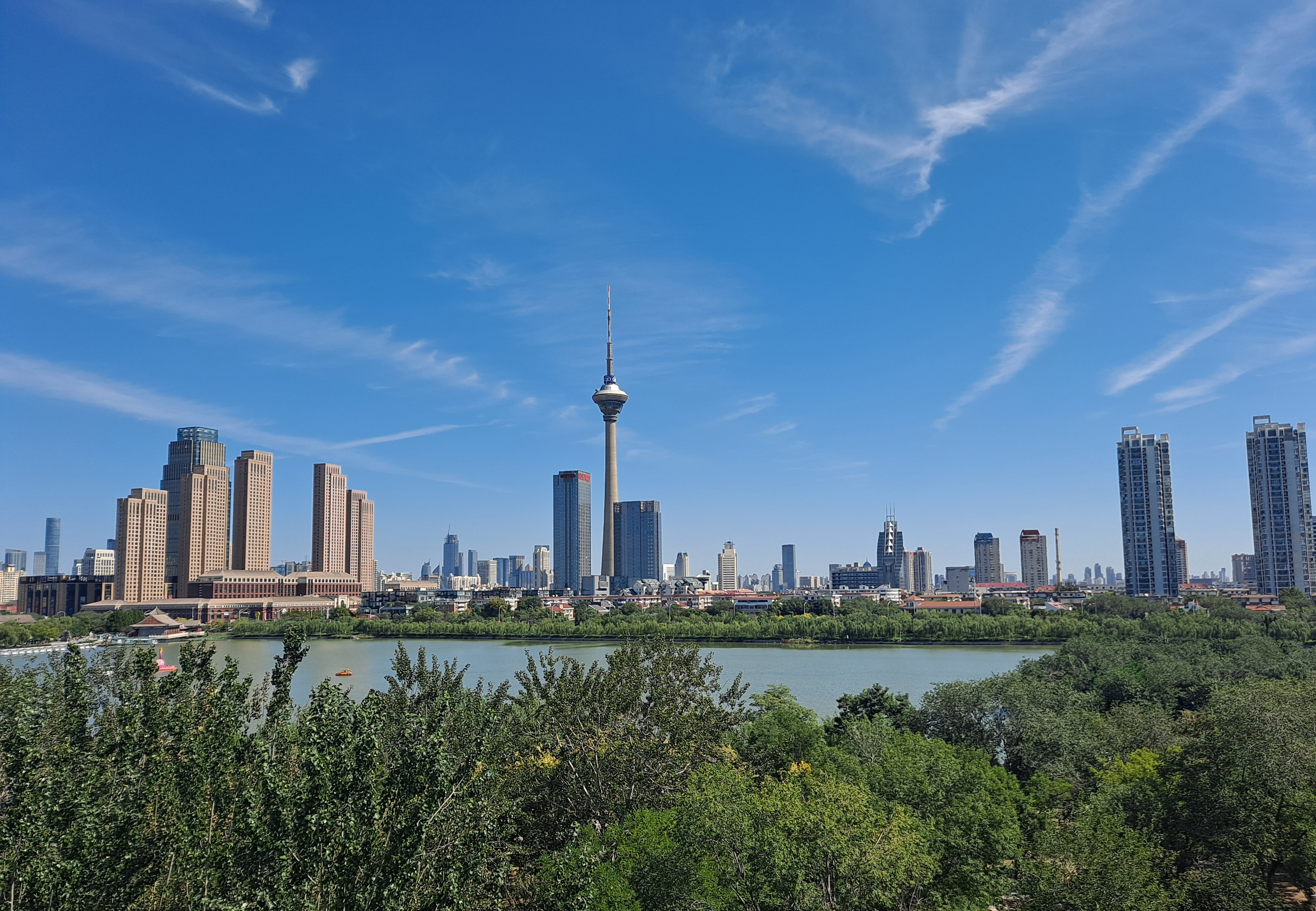
水上公园东湖

园内湖区由东湖、西湖、南湖和长条湖四片水域相连组成，其中以东湖面积最大，其前身即为青龙潭。
东湖水域西北侧由二岛路与吧白堤桥环绕，设有水生植物观赏区，总面积逾1万平方米，其中约六成水域栽种各类荷花，其余部分则用于赏鱼。水上公园管理方常年向湖内投放鲤鱼和鲢鱼。2017年，有市民在湖中盲目放生黑鱼、鲫鱼、草鱼、锦鲤，甚至巴西龟，造成部分鱼类死亡，引发关注。

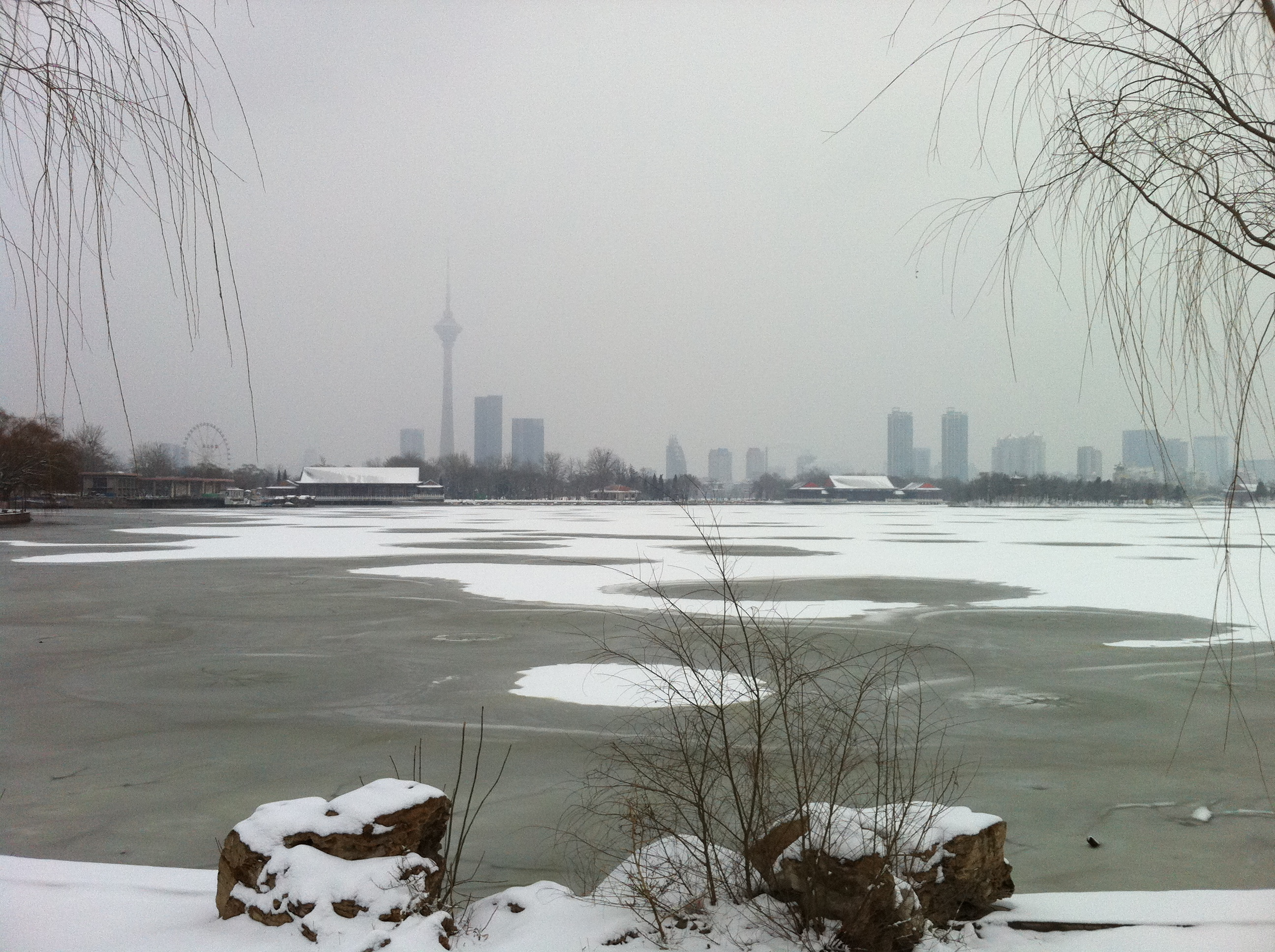
冬季水上公园湖面已经结冰

湖中共有13座岛屿，通过曲桥与拱桥彼此连接。2019年5月，水上公园对其中七座主要桥梁进行了桥名镌刻。
湖心岛的形成始于1950年代后期，当时水上公园在挖掘东湖与西湖时，多家施工单位交界处未予挖掘，随后修建者将挖出的泥土集中堆积于湖中央，逐渐形成两座岛屿，成为今日湖心岛的雏形。两岛之间由一座玉带桥相连。1990年代初期，湖心岛仍较为荒芜。1994年，水上公园与河北丛林景观有限公司联营，将其改建为具有佛教文化内容的旅游景点——万佛岛。同年3月19日，建设者在岛上唯一的一株芙蓉树下挖出一尊汉白玉鎏金文殊菩萨像，鉴定为明末清初文物。随后于4月13日又出土两尊，为此专门修建文殊殿以供奉三尊文殊菩萨像。2009年水上公园改造并向公众免费开放后，万佛岛的经营权被收回，随之亦对外免费开放。

### 陆域

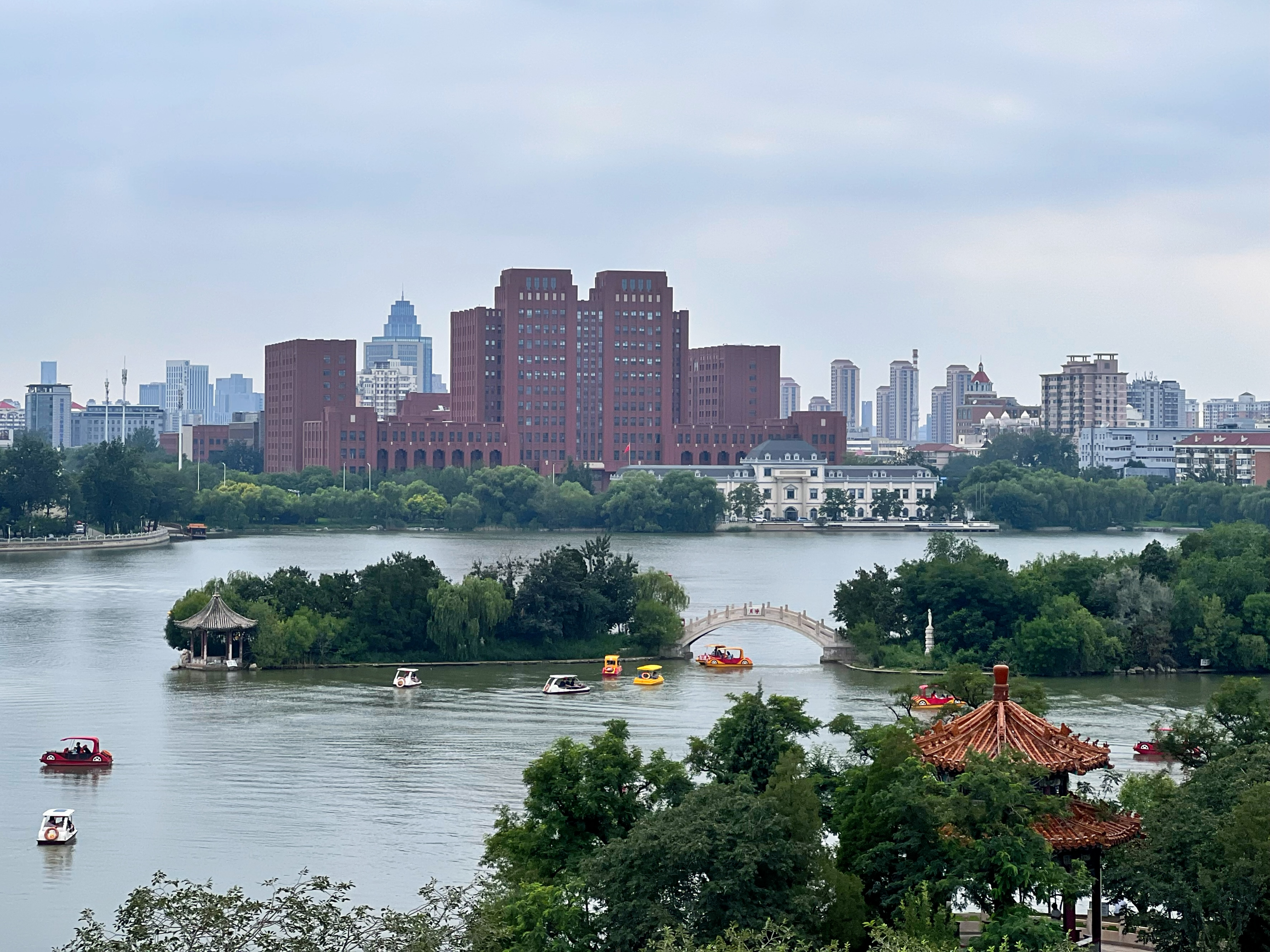
天津水上公园西湖和湖心岛

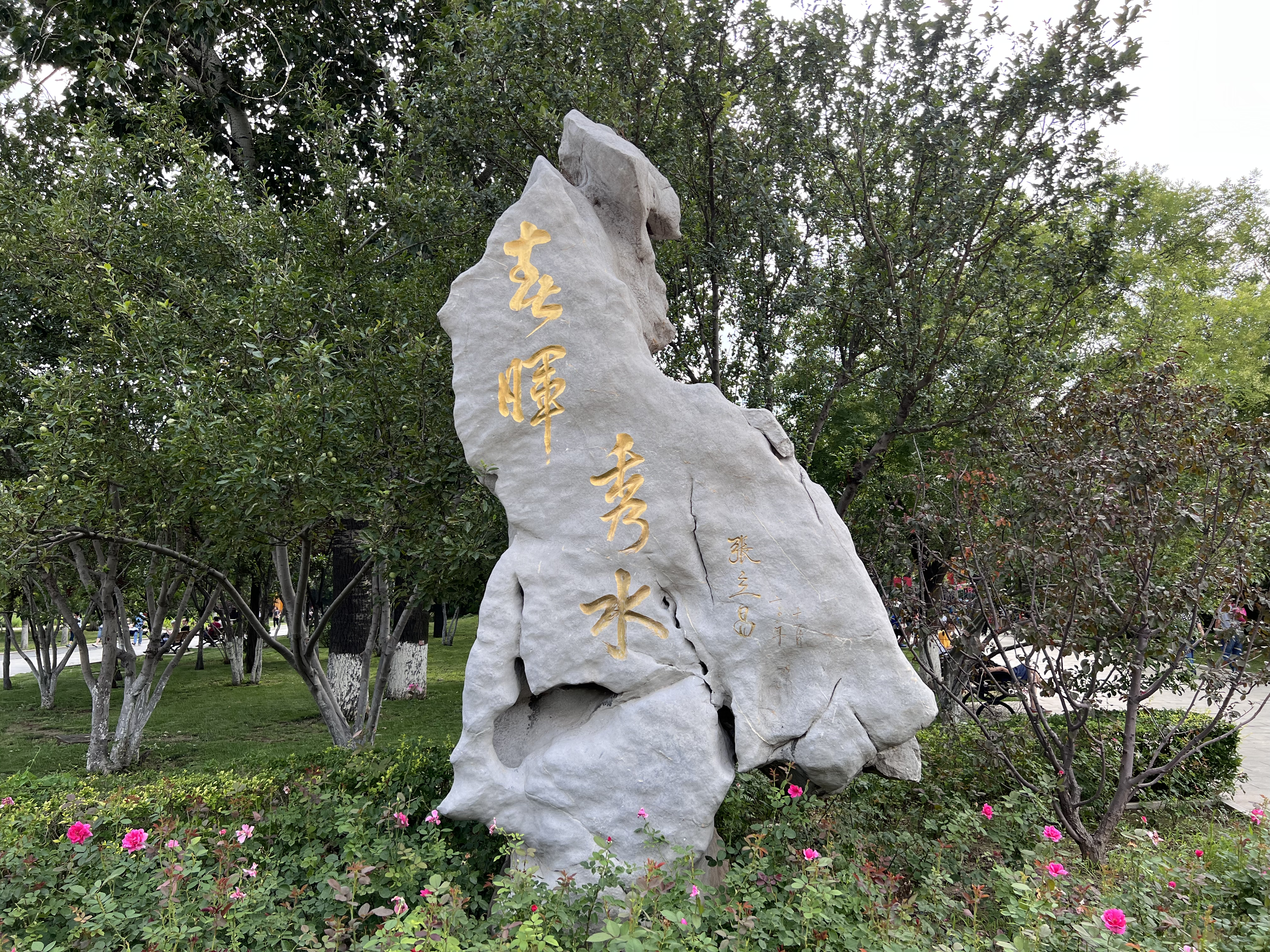
水上公园“春晖秀水”张立昌题词

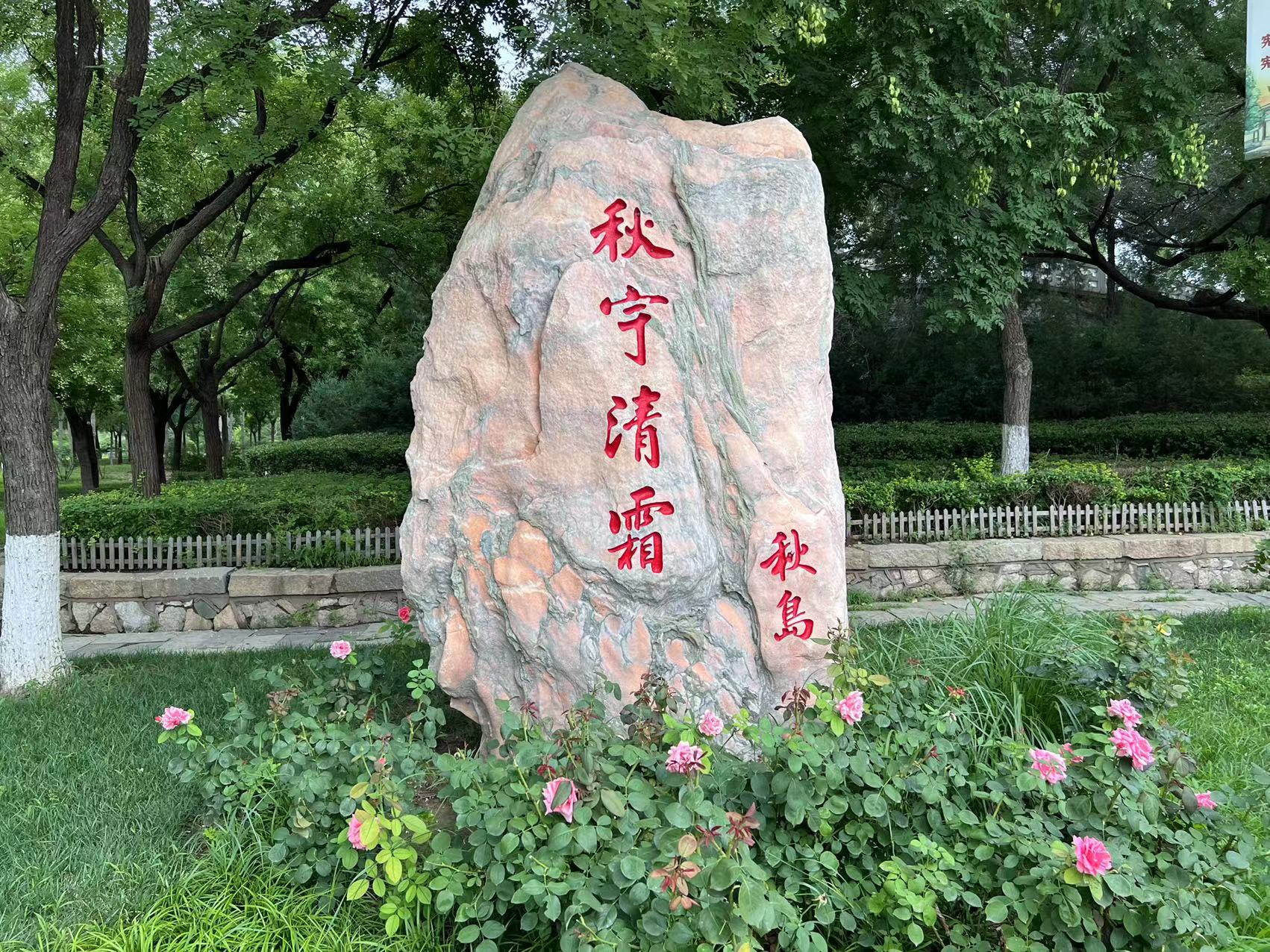
水上公园严修集字秋宇清霜秋岛题词

水上公园的陆地区域以“春岛、夏岛、秋岛、冬岛”四岛命名，分别体现四季景观特色，另设有五岛，共拥有草坪绿地40万平方米，乔灌木2万余株。
春岛景区，又名“春霭玉津”，由植物观赏区与盆景园组成，以各类海棠、玉兰为核心景观，突出春日气息，并兼顾四时变化。夏岛景区，又名“夏净云香”，由水生植物园和湖滨轩构成，建筑风格仿明清水榭，营造出清凉宁静的夏日氛围。秋岛景区，又名“秋宇清霜”，由眺远亭和中途岛组成，以秋季植物点染层林，色彩斑斓。1988年，书画家范曾现场为塔亭题写匾额并悬挂。眺远亭现被列入天津市第一批保护性建筑名录及南开区重点文物保护单位。冬岛景区，又名“冬宜雪韵”，由神户园、碧波庄等独立景区组成，主打松、竹、梅等常绿植物，营造出静谧素雅的冬日意境。
五岛，又名“登瀛邀月”，因1950年代至1970年代间天津餐饮老字号登瀛楼饭庄曾于此设分店而得名。原建筑为砖木结构中式二层楼房，至1980年代后期因年久失修，登瀛楼饭庄撤出并逐渐荒废。1990年初，天津市园林局在原址兴建三层钢筋混凝土框架建筑，融合中西风格，命名为“龙潭酒家”。自1993年起，该建筑由第三方承包经营餐饮和歌舞厅。2001年三楼阳台出现结构裂缝，次年停业并长期闲置。2008年，水上公园进行大规模改造，该楼被拆除重建为仿明清三层建筑，由今晚报集团开设“抱金碗”湖滨轩会所，匾额由天津本土作家冯骥才题写。2012年中央八项规定出台后，景区内会所经营被全面叫停，此处也随之低调停业。尽管场所名称几经更换，登瀛楼已成为老一辈市民心中的城市记忆，市民仍习惯称此处为“登瀛楼”。

### 园中园
天津水上公园内修建有神户园、盆景园等“园中园”。
神户园位于水上公园东南部，是中国大陆第一个大型日本庭院式园林。神户园的设计理念源于神户市的地理布局，园中景观与神户市的地理景观一一对应。北侧的小山象征神户市的六岬山，小南湖和临水平台象征着神戶港，草坪和原木小屋象征着神户市区。神户园内设置一块巨石，刻有时任天津市市长李瑞环和神户市市长的宫崎辰雄为神户园建园纪念碑题写签款碑文：“同志两市友好交往之过去，共促人民情谊发展之未来”。神户园已经成为天津市与神户市两市交流的见证，2019年5月，日本神户区代表团访问水上公园神户园。
天津盆景园位于水上公园北部，建于1990年，占地1.1万平方米，是一座仿苏州式园林建筑和中国北方最大的盆景园。

## 生态环境

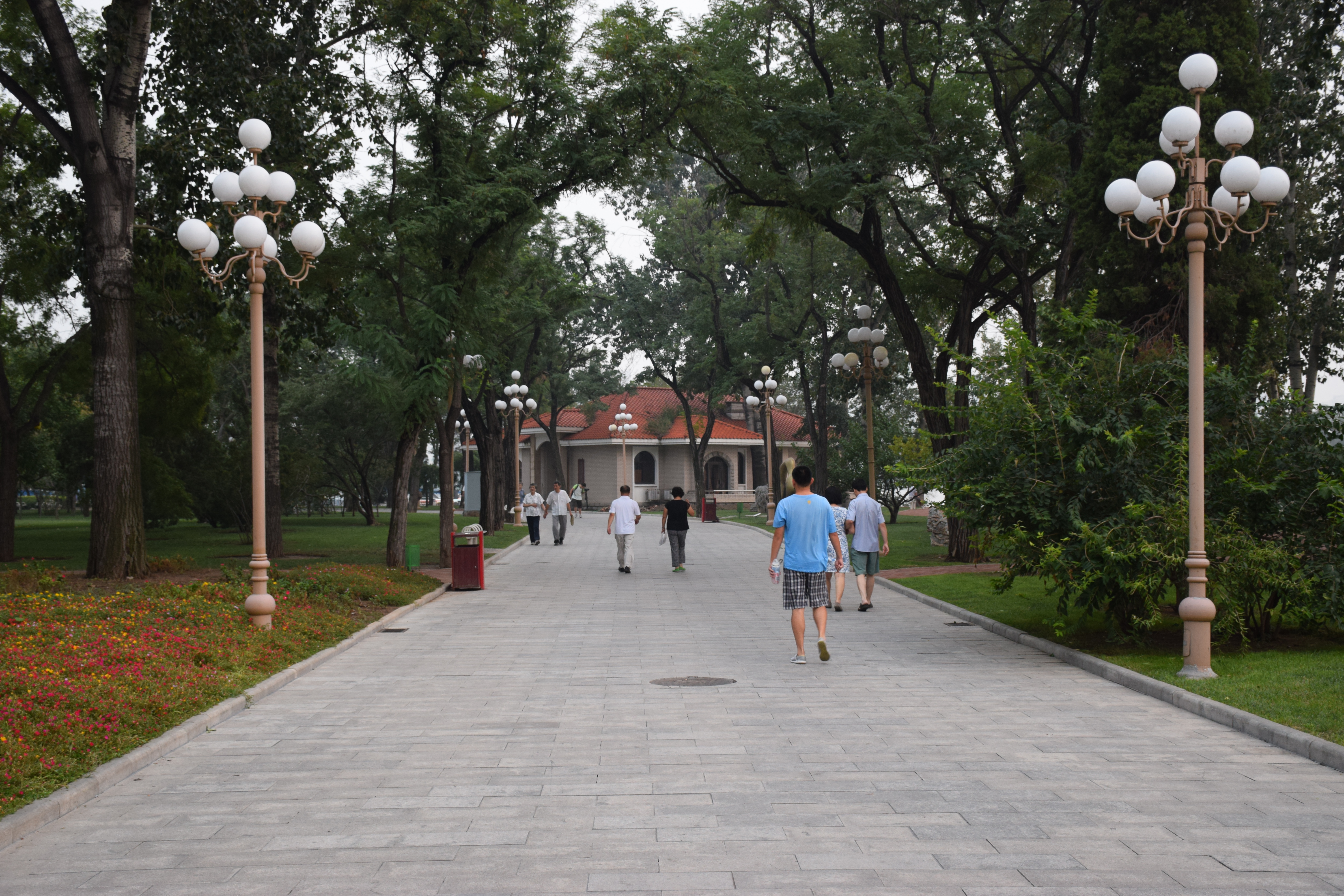
水上公园内步道

天津属暖温带半湿润季风气候，四季分明，冬春干燥，而水上公园内较大面积的水域提高了局部空气湿度，利于植物生长。天津水上公园三季有花、四季常绿，植物品种丰富、植物群落稳定。同时，水上公园也为科研院所提供了环境化学的研究场所。

### 植物栽种
由于天津土地盐碱化问题严重，园林植物的选择范围较为局限。在水上公园建成之前，该地区为连片池塘和水洼地:47，蒲苇、野花、杂树丛生。公园初建时，自沧州、霸县引进的一批柳树被栽植在东部一条通向园内的土堤上，堤边又加种山桃，逐渐形成“桃柳堤”的雏形。1951年底，为配合展览会布置而建的竹廊、竹榭等设施被保留并移植入园内。1954年，园方引进一批山东产的绒毛白蜡栽植。此后，公园陆续种植了桑树、国槐、合欢、山桃、臭椿、桂香柳、丝棉木、小叶梣等乔木树种，其中不少至今仍在园中可见。文革初期，水上公园植物栽植开始具有政治意味。为配合学习焦裕禄，曾从兰考引种泡桐；为教育少年儿童向工农学习，还建立了“红领巾小果园”。1972年中华人民共和国與日本邦交正常化后，次年3月，日本政府向中华人民共和国赠送一批树苗，其中包括59株大山櫻和150株落叶松，全部栽种于水上公园九岛山南坡。2003年对水上公园植物多样性的调查显示，刺槐为园中数量最多的乔木，达1,900余棵。2004年，日本函馆市赠送天津市100株杜鹃花，并种植于水上公园一岛植物观赏区。

### 植物保护
2003年之前，水上公园的植物保护工作主要依赖化学农药防治病虫害，过度使用导致天敌种群数量锐减，使园林植物病虫害易于爆发。同时，由于绿地建设与养护不到位，园区生态系统一度陷入恶性循环。此后，水上公园通过主动构建生态体系并引入自然调控机制，有效改善了生态环境。至2023年，需重点防治的虫害种类由2003年的50余种减少至6至7种，农药使用量（如防治美国白蛾）减少约90%，生态系统逐步转入良性循环。

### 水体

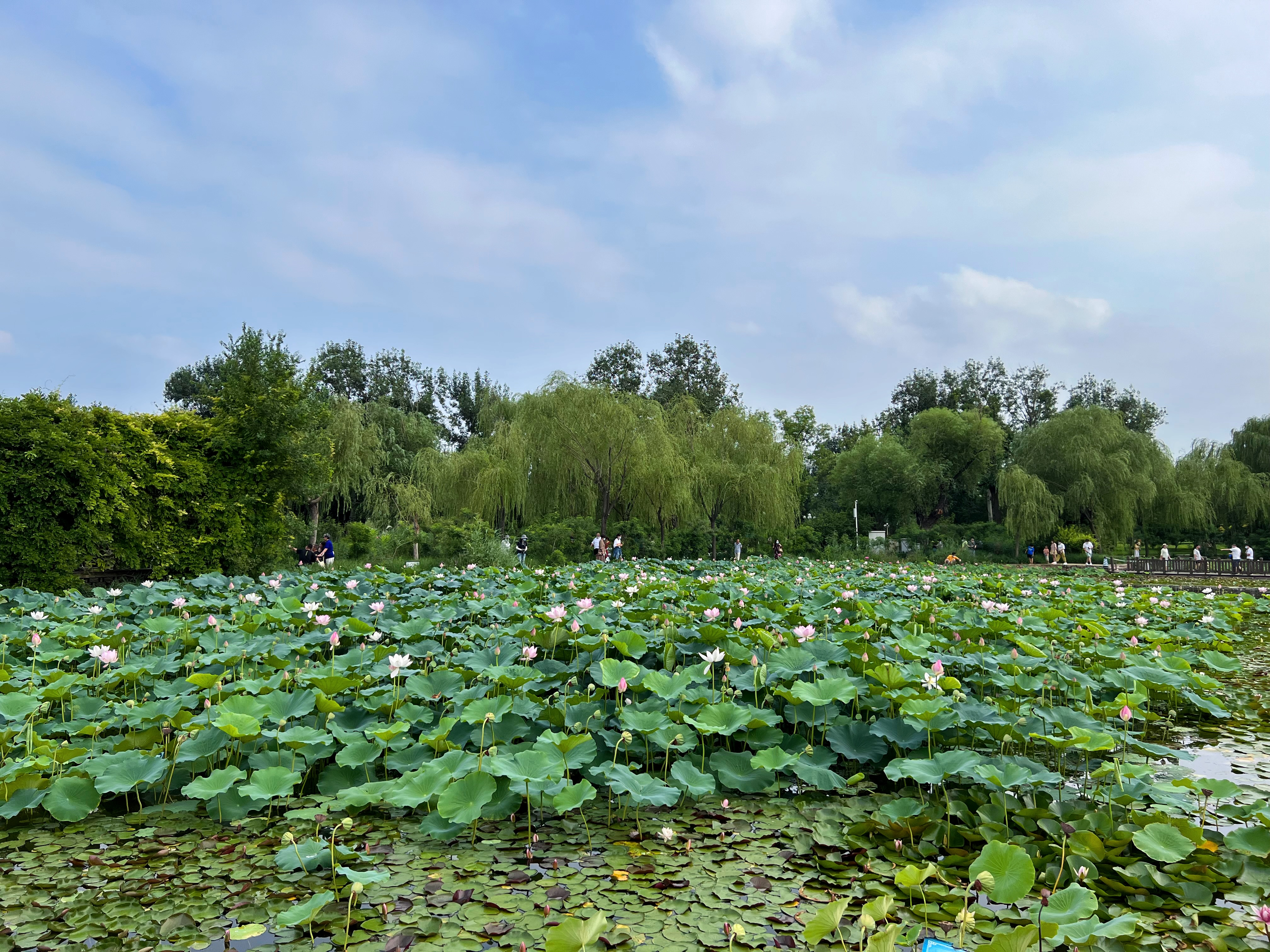
天津水上公园水生植物区

1990年代，水上公园内湖泊出现严重的水体富营养化现象，主要表现为春季水草大量繁生，夏秋季节水体混浊、透明度降低。2015年，天津城建大学的研究人员在研究中确认，水上公园的水景湖仍处于富营养化状态，尤其在夏秋季节表现尤为明显。
研究指出，磷是导致湖水富营养化的关键因素，湖泊中氮、磷的输入负荷远高于输出负荷；而湖底底泥中氮磷营养盐的持续释放，加之对水生植物治理氮磷措施的不当，是造成水体富营养化的主要原因。此外，水上公园的水体也曾受到外来污染物的侵扰。2007年4月，《人民日报》报道称，公园周边部分饭店、酒楼经常将未经处理的废水直接排入湖中，进一步加剧了水体污染问题。

## 门票

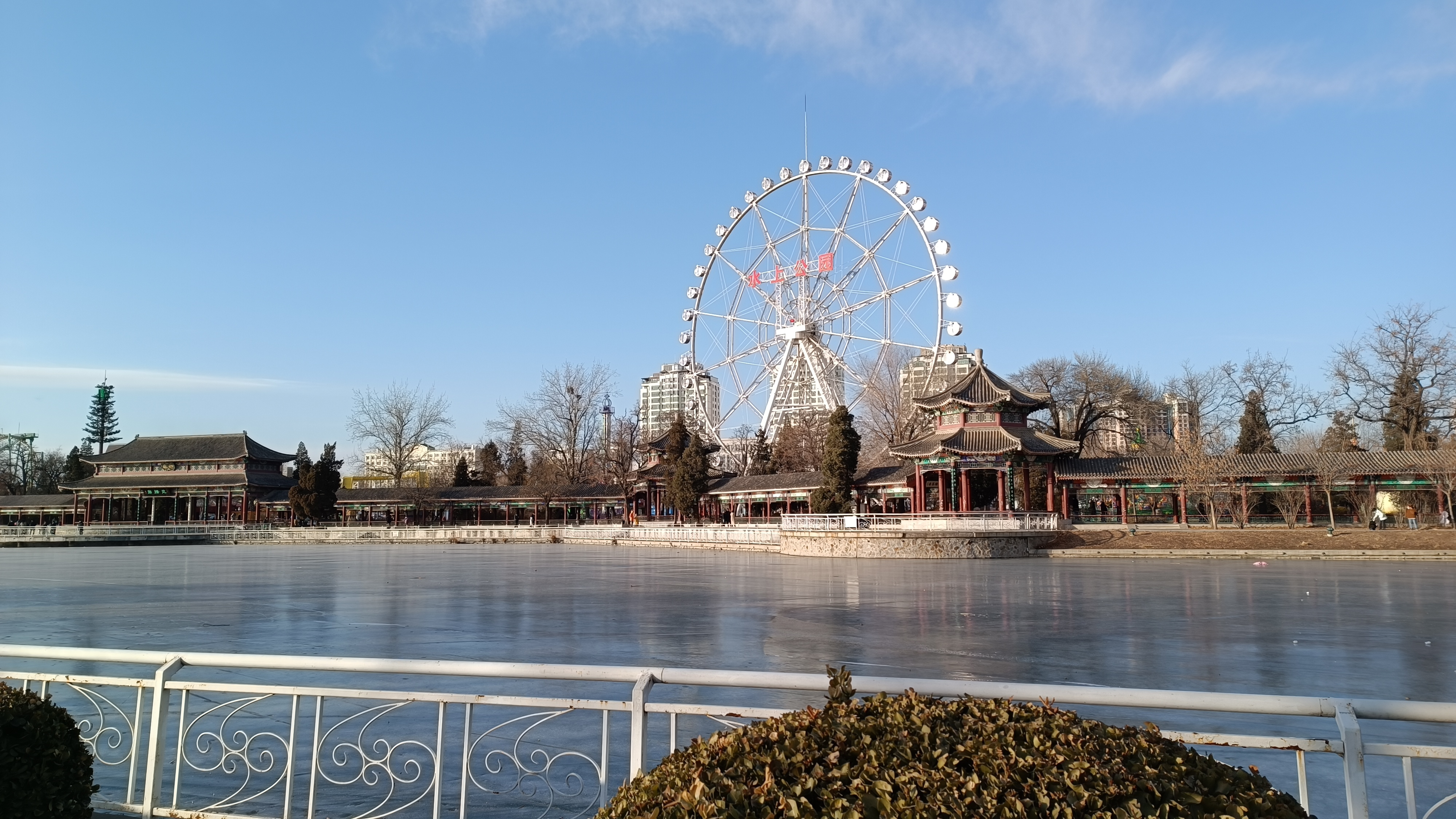
天津水上公园摩天轮

目前，天津水上公园免收门票，但其门票政策在不同时期有所变化。
1957年8月25日，水上公园公布了门票规定：个人票价5分（人民币，下同），团体票每人3分，月票7角5分，钓鱼票每杆3角。1976年五一劳动节期间，水上公园实行免票政策，但由于游客过多，发生了踩踏事故。1984年4月1日，水上公园与天津动物园实施统一售票，单人票价为1角，团体票每人6分，月票7角。
2003年，嚴重急性呼吸系統綜合症疫情持續期间，水上公园游览人数骤减，经营困难。为缓解资金压力，水上公园在一个月内两次提高门票价格，从10元涨至35元，引发了广泛的舆论批评。在《中国青年报》刊登有关涨价的报道后，公众批评声浪高涨，5月15日，门票价格被调回至20元。
2008年，水上公园开始大规模提升改造，并拆除了围墙。2009年7月，水上公园开始免收门票，免费向市民开放。

## 交通

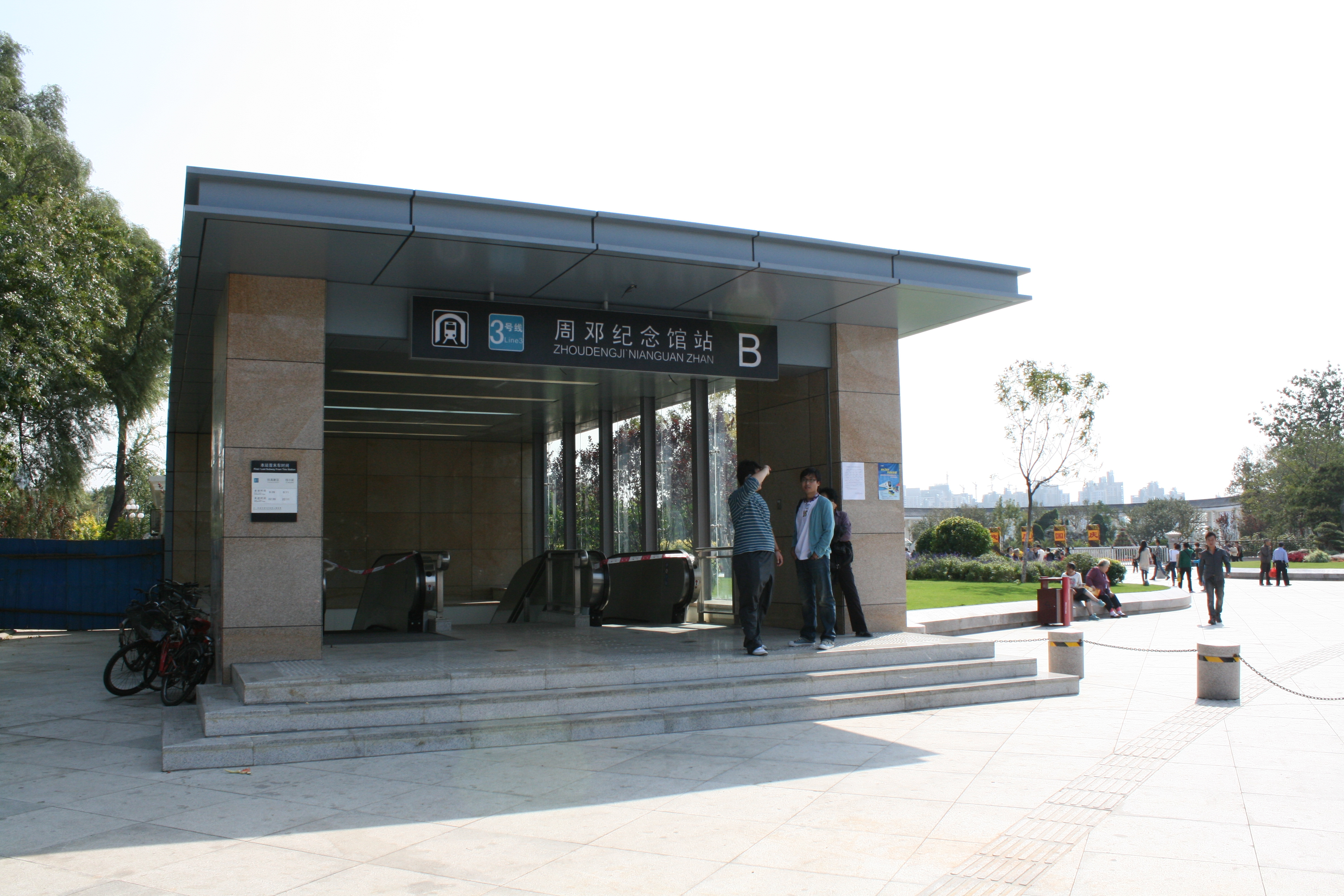
天津地铁3号线周邓纪念馆站位于水上公园西门外

水上公园是位于天津市南部的大型城市公园，周边市政道路多以该园为参照命名。1951年水上公园建成后，开始在其周边修建环园公路。1953年，环绕公园的道路初建为土路，后期改为碎石路。目前，围绕公园的道路按方位命名，包括水上公园东路、水上公园北路、水上公园西路及水上公园西路辅路等。
天津地铁3号线穿越水上公园北部，并在公园西门外设有周邓纪念馆站。同时，天津地铁7号线在其东侧的天塔站与3号线交汇，靠近水上公园的东门和北门。此外，天津地铁6号线也在公园周边设有南翠屏站和水上公园东路站；天津地铁11号线则在公园西侧设有水上公园西路站。
天津市内多条天津公交线路也在水上公园周边设有停靠站，包括水上公园东门站、水上公园站、会宾园站、水上公园西路站等。

## 活动

### 文体活动

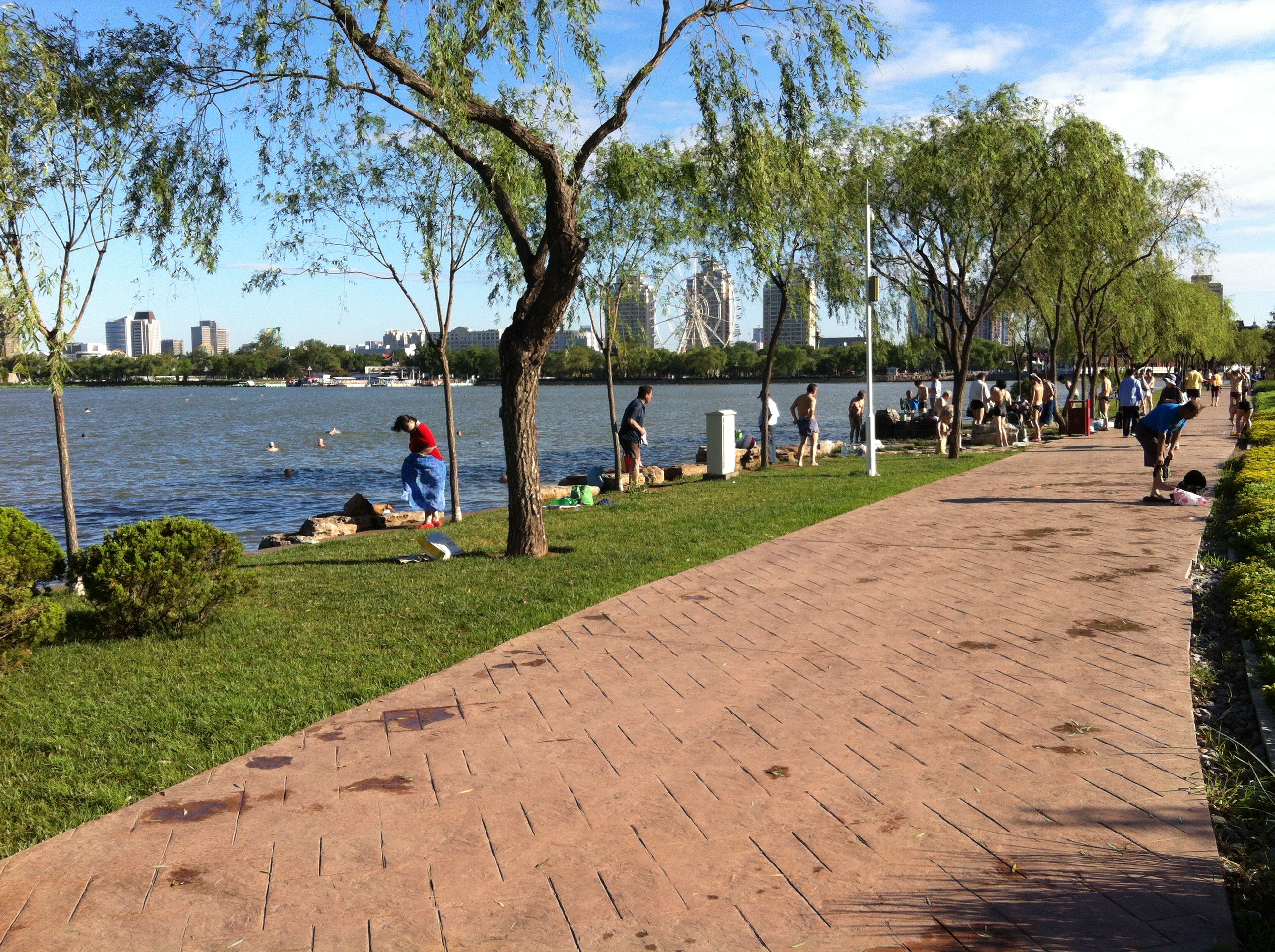
公众在水上公园东湖游泳

水上公园自建成后，每逢节假日均会举行游园等公众活动。1951年10月至11月，水上公园举办了华北区城乡物资交流展览会。1958年8月13日，水上公园的展览馆内举办河北省工业展览，毛泽东曾到此参观。1980年5月，天津市新华书店在水上公园举办五月书市，是天津市在1949年以来首次举办大型书市。
2024年4月26日至5月5日，天津海河传媒中心每日新报在水上公园举办了“津味食光——天津首届早点文化旅游节”，将煎饼馃子、锅巴菜、炸糕等各类天津特色早餐和非物质文化遗产聚集在水上公园，是罕见的以“早餐”为主题的饮食节。
水上公园的湖泊等水域是天津公众游泳的场地并曾举办水上运动赛事。1952年至1954年夏季，中华人民共和国游泳运动员、教练员穆成宽带领穆家军等近百人的游泳队伍到水上公园自然水域练习基本技术:237。2013年10月，水上公园东湖承办2013年东亚运动会的龙舟项目比赛，共诞生6枚金牌，18枚奖牌。

### 中外交流

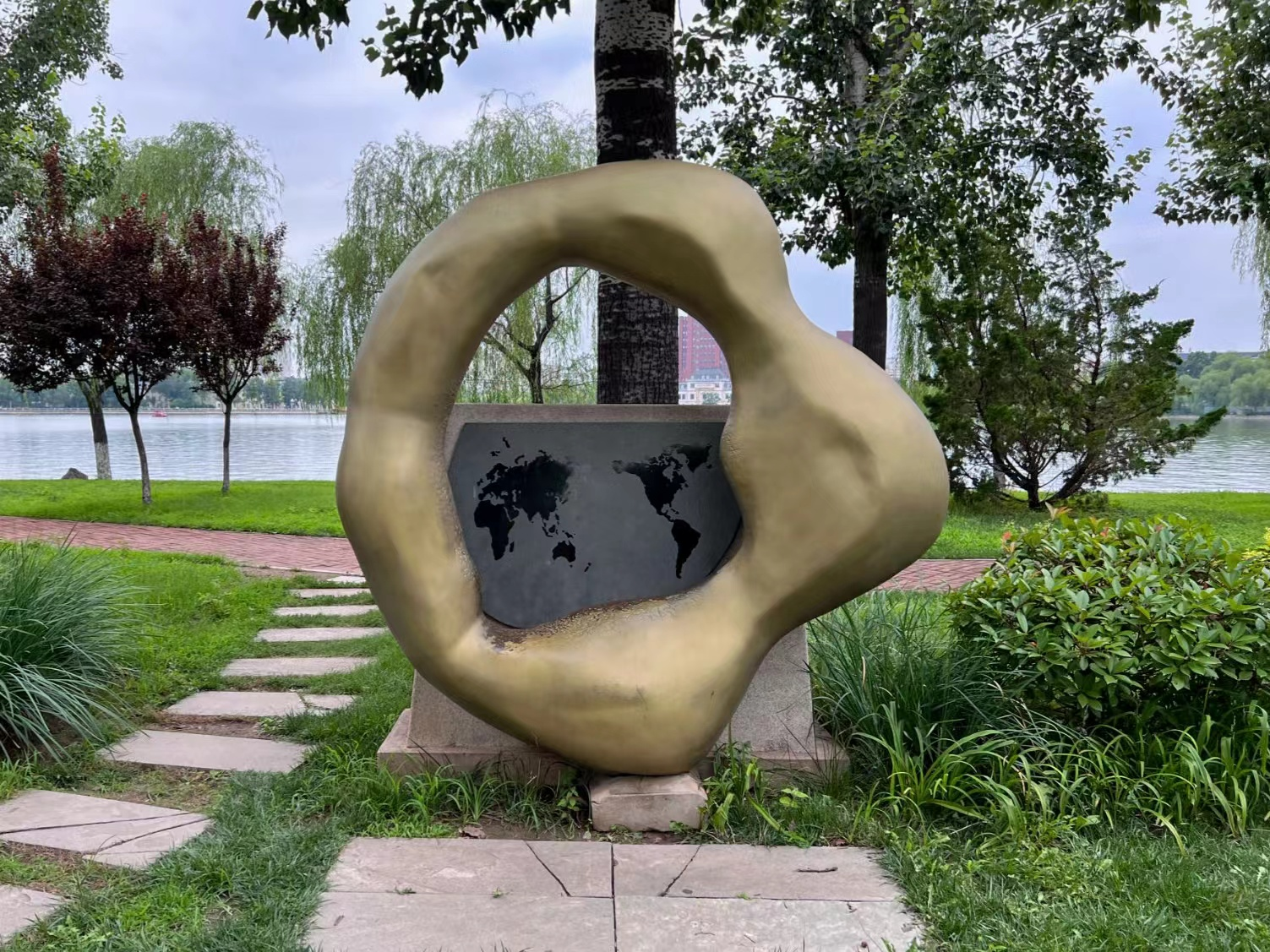
天津市与仁川市友好城市纪念雕塑

1971年，水山公园被确定为承办外事活动的“对外开放单位”。为了配合外事活动，1972年至1973年，水上公园改建了东门和北门，并修建了一批景点。1973年5月1日，水上公园举办游园会，流亡中华人民共和国的柬埔寨诺罗敦·西哈努克亲王及夫人、宾努亲王及夫人参加联欢。
1990年，时任神户市市长的世山幸俊曾到水上公园参观神户园。
2003年9月，天津与韩国仁川廣域市缔结友好城市关系十周年之际，仁川广域市代表团访问天津，天津市长戴相龙与仁川市长安相洙共同为两市友城纪念雕塑揭幕并放置于水上公园内。2004年，日本函馆市代表团应邀参观游览水上公园并赠送天津市的100棵杜鹃花栽种到水上公园一岛植物观赏区。

## 事故与争议

### 事故
水上公园在其开放历史中，曾发生过若干严重事故。1976年五一劳动节期间，水上公园实行免票政策，但由于游客过多，发生了踩踏事故，造成五人受伤。1977年5月24日，因地震赈灾驻扎水上公园的部队大量养猪，导致发生猪瘟。1982年5月16日，水上公园的“国庆号”游船在东湖运送游客时发生沉船事故，导致26人溺水死亡，9人受伤。2000年4月16日，水上公园游乐设施的蹦极跳发生严重事故，两名中学生在蹦极时因事故重伤。

### 争议
天津水上公园在公共利益和环境问题等方面曾招致争议。2006年，水上公园在碧波庄和南湖边的部分绿地建设了两个高尔夫练习场，引发了争议和批评。2007年4月，《人民日报》刊文指出，周边饭店、宾馆和疗养院占用了水上公园的部分面积，同时公园内的职工队伍却不断增长。与此同时，部分周边饭店和酒楼将未经处理的废水排入公园湖中，导致湖水污染严重。2007年8月，天津市民曾向《天津日报》反映，神户园内存在散养家禽的问题，影响了观赏效果，并呼吁相关管理部门尽快解决。

### 逸闻
1998年9月23日，一名涉嫌贪污的犯罪嫌疑人将70公斤黄金沉于水上公园西湖千佛岛附近，后被警方起获。